# Мисько, Павел Андреевич
Па́вел Андре́евич Мисько́ (бел. Па́вел Андрэ́евіч Місько́; 14 марта 1931 — 9 июня 2011, Минск) — белорусский писатель, поэт, публицист, переводчик и драматург. Член Союза писателей СССР (1968).

## Биография
Родился в крестьянской семье 14 марта 1931 года в деревне Старцевичи Слуцкого района Минской области.
Окончил филологический факультет БГУ (1955).
Являлся корреспондентом газеты «Сцяг Леніна» (Давид-Городок), «Звязда», заведующим отделом культуры издания «Літаратура і мастацтва», затем завотделом науки и искусства журнала «Полымя» и заместителем главного редактора издательства «Мастацкая літаратура».
Умер 9 июня 2011 в возрасте 80 лет.

## Творчество
Павел Мисько стал известен в первую очередь как детский писатель, автор сказок и фантастических произведений. Проявил себя также как драматург, публицист, перевёл на белорусский язык «Мёртвые души» Николая Гоголя. Переводил с русского, украинского, болгарского, польского языков.

### Произведения для детей
- бел. «Падарожжа ў калгас» («Путешествие в колхоз») (1970)
- бел. «Зямля ў нас такая» («Земля у нас такая») (1971)
- бел. «Навасёлы…» («Новосёлы…») (1972, 1993)
- бел. «Прыгоды Бульбобаў» («Приключения Бульбобов») (1977, 1996, 2004, 2009)
- бел. «Грот афаліны» («Грот афалины») (1985, 1996, 2009, 2010)
- бел. «Эрпіды на планеце Зямля» («Эрпиды на планете Земля») (1987, 2007)[2]
- бел. «Прыйдзі, дзень-залацень!» («Приди, день-золотень!») (1993)

### Остросюжетная проза
- бел. «Развітальная гастроль : Дэтэктыўная гісторыя» («Прощальная гастроль : Детективная история») (1991)

### Романы
- бел. «Мора Герадота» («Море Геродота») (1976, 1981)
- бел. «Градабой» («Градобой») (1980)
- бел. «Хлопцы, чые вы будзеце...» : У 3 кн. («Хлопцы, чьи вы будете…» : В 2 книгах) (1990—1994)
- бел. «Пакуль зямлю мілуе сонца...» («Пока землю лелеет солнце») (2005)

### Сборники повестей и рассказов
- бел. «Калодзеж» («Колодец») (1967)
- бел. «Калянае лісце» («Жесткая листва») (1974)
- бел. «Вясельны марафон : Апавяданні» («Свадебный марафон : Рассказы») (1984)
- бел. «Між мінулым і будучым : Аповесці, апавяданні» («Между прошлым и будущим : Повести, рассказы») (1986)
- бел. «Прыгавораны да жыцця» («Приговоренный к жизни») (2007)

### Юмор
- бел. «Дзівак-чалавек : Апавяданні і гумарэскі» («Чудак-человек : Рассказы и юморески») (1972)
- бел. «Чэрці ў каміне : Апавяданні; Фельетоны; Літаратурныя пародыі; Аповесць» («Черти в камине : Рассказы, фельетоны, литературные пародии, повесть») (1978)
- бел. «Лекцыя з падвывам : Апавяданні, гумарэскі, фельетоны» («Лекция с подвыванием : Рассказы, юморески, фельетоны») (1988)

### Очерки
- бел. «Адмаўленне ад крыжа» («Отречение от креста») (1964)
- бел. «Гаспадыні свайго лёсу» («Хозяйки своей судьбы») (1968)
- бел. «Падарожжа ў калгас : Дакументальная аповесць» («Путешествие в колхоз : Документальная повесть») (1970)

### Книга поэзии
- бел. «Ружовыя ліўні» («Розовые ливни») (2001)

### Избранное
- бел. «Выбранае : У 2 т.» («Избранное : В 2 т.») (1991)

### В переводе на русский язык
- Мисько, П. А. Земля у нас такая; [Красное небо] : повести / П. А. Мисько. — Минск : Мастацкая літаратура, 1975. — 224 с.
- Мисько, П. А. Полесская сказка : рассказы и повести / П. А. Мисько. — Москва : Советский писатель, 1977. — 398 с.
- Павел Мисько. Новосёлы, или правдивая, иногда весёлая, а иногда страшноватая книга о необыкновенном месяце в жизни Жени Мурашки. Перевод с белорусского автора. Москва, «Детская литература», 1978. — 206 с.
- Мисько, П. А. Градобой : роман / П. А. Мисько. — Москва : Советский писатель, 1982. — 487 с.
- Мисько, П. А. Приключения Бульбобов : Повести. Рассказы / П. А. Мисько. — Минск : Юнацтва, 1983. — 207 с.
- Мисько, П. А. Грот афалины : повесть / П. А. Мисько. — Минск : Юнацтва, 1988. — 426 с.
- Мисько, П. А. Эрпиды на планете Земля : Повести, рассказы, сказки / П. А. Мисько; Пер. с белорус. Н. Онуфрийчук; Худож. И. Кравец. — Киев : Вэсэлка, 1989. — 236 с.